# علیرضا ابراهیمی (سیاستمدار)
علیرضا ابراهیمی نمایندهٔ دورهٔ دهم از حوزهٔ انتخابیهٔ رامیان و آزادشهر در استان گلستان است. وی با کسب ۲۷٬۰۸۳ رای از مجموع ۱۰۰٬۲۴۹ رای معادل ۲۷٫۰۲٪ درصد آرا به مجلس راه پیدا کرد.